# Провальський дуб
Прова́льський дуб — ботанічна пам'ятка природи місцевого значення поблизу села Черемшине Довжанського району Луганської області України. Загальна площа — 0,01 га.
Статус ботанічної пам'ятки Провальський дуб отримав згідно з рішенням виконкому Луганської обласної Ради народних депутатів № 370 від 13 вересня 1977 року, рішенням виконкому Ворошиловградської обласної Ради народних депутатів № 247 від 28 червня 1984 року.
Знаходиться дерево в околицях відділення Луганського природного заповідника «Провальський степ». Дуб віком понад 250 років зростає в степу біля підніжжя геологічної пам'ятки природи місцевого значення Королівські скелі. Загальна висота дерева — 20 м, діаметр стовбура — 180 см.